# Fagus lucida
Fagus lucida är en bokväxtart som beskrevs av Alfred Rehder och Ernest Henry Wilson. Fagus lucida ingår i släktet bokar, och familjen bokväxter. Inga underarter finns listade.